# Badhaai Ho
Badhaai Ho è un film indiano del 2018 diretto da Amit Ravindrenath Sharma.

## Riconoscimenti
- National Film Awards
  - 2019: "Best Popular Film Providing Wholesome Entertainment", "Best Supporting Actress" (Surekha Sikri)
- Filmfare Awards
  - 2019: "Best Actress (Critics)" (Neena Gupta), "Best Supporting Actor" (Gajraj Rao), "Best Supporting Actress" (Surekha Sikri), "Best Dialogues" (Akshat Ghildial)
- Asiavision Awards
  - 2019: "Best Actor (Critics)" (Ayushmann Khurrana)
- Star Screen Awards
  - 2018: "Best Actor (Critics)" (Gajraj Rao), "Best Actress (Critics)" (Neena Gupta), "Best Supporting Actress" (Surekha Sikri)
- Zee Cine Awards
  - 2019: "Extraordinary Jodi of the Year" (Neena Gupta, Gajraj Rao)
- News18 Reel Movie Awards
  - 2019: "Best Film", "Best Actor" (Gajraj Rao), "Best Supporting Actress" (Surekha Sikri), "Best Screenplay" (Akshat Ghildial)
- Matri Shree Media Award
  - 2019: "Best Film (media)"